# Eduardo Chillida
Eduardo Chillida (10. ledna 1924, San Sebastián – 19. srpna 2002, San Sebastián) byl španělský sochař baskického původu. Byl nositelem Wolfovy ceny za umění (1985), Ceny prince Asturského (1987) i ocenění Praemium Imperiale (1991).
Začínal jako fotbalový brankář klubu Real Sociedad, avšak zranění kolene ho přinutilo sportovní kariéru ukončit. Vystudoval poté architekturu na Madridské univerzitě (1943-1946). Roku 1947 se však rozhodl pro umění. Uměleckou kariéru se rozhodl začít v Paříži. Ve Francii pobýval až do roku 1955, poté se vrátil do rodného San Sebastiánu, kde žil až do smrti. Ve Francii sochal především z plastu. Po návratu do Baskicka se obrátil ke kovu a kameni. Jeho skulptury se nacházejí například před sídlem UNESCO v Paříži, před Meyerson Symphony Center v Dallasu nebo sídlem Světové banky ve Washingtonu. Věnoval se též knižním ilustracím a grafice.

## Galerie

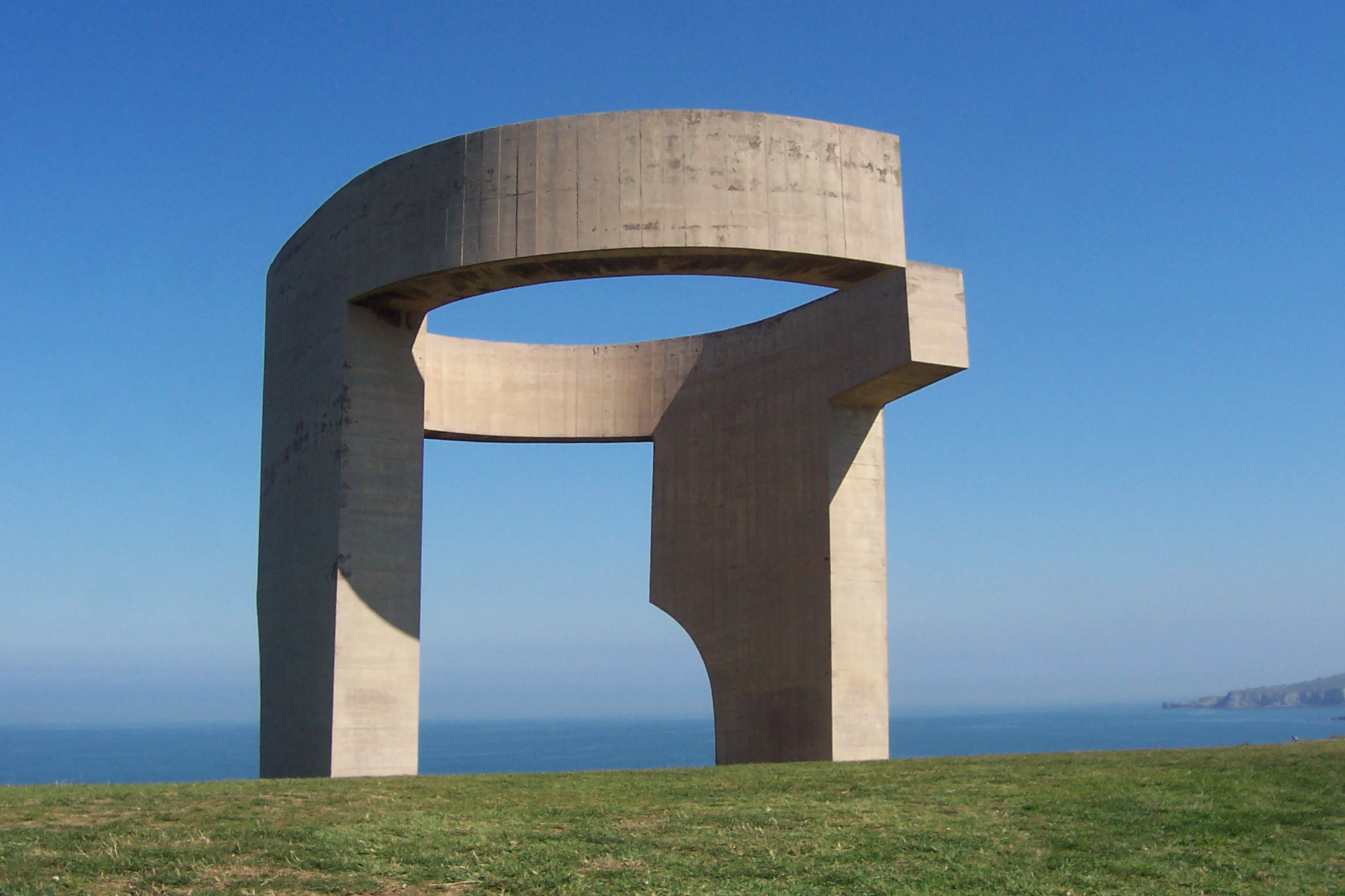
Monument v Gijónu
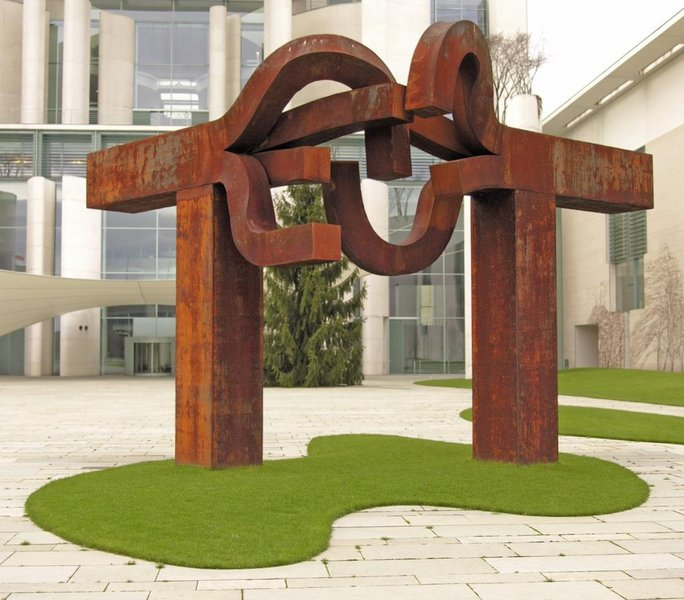
Monument před sídlem spolkového kancléře v Berlíně
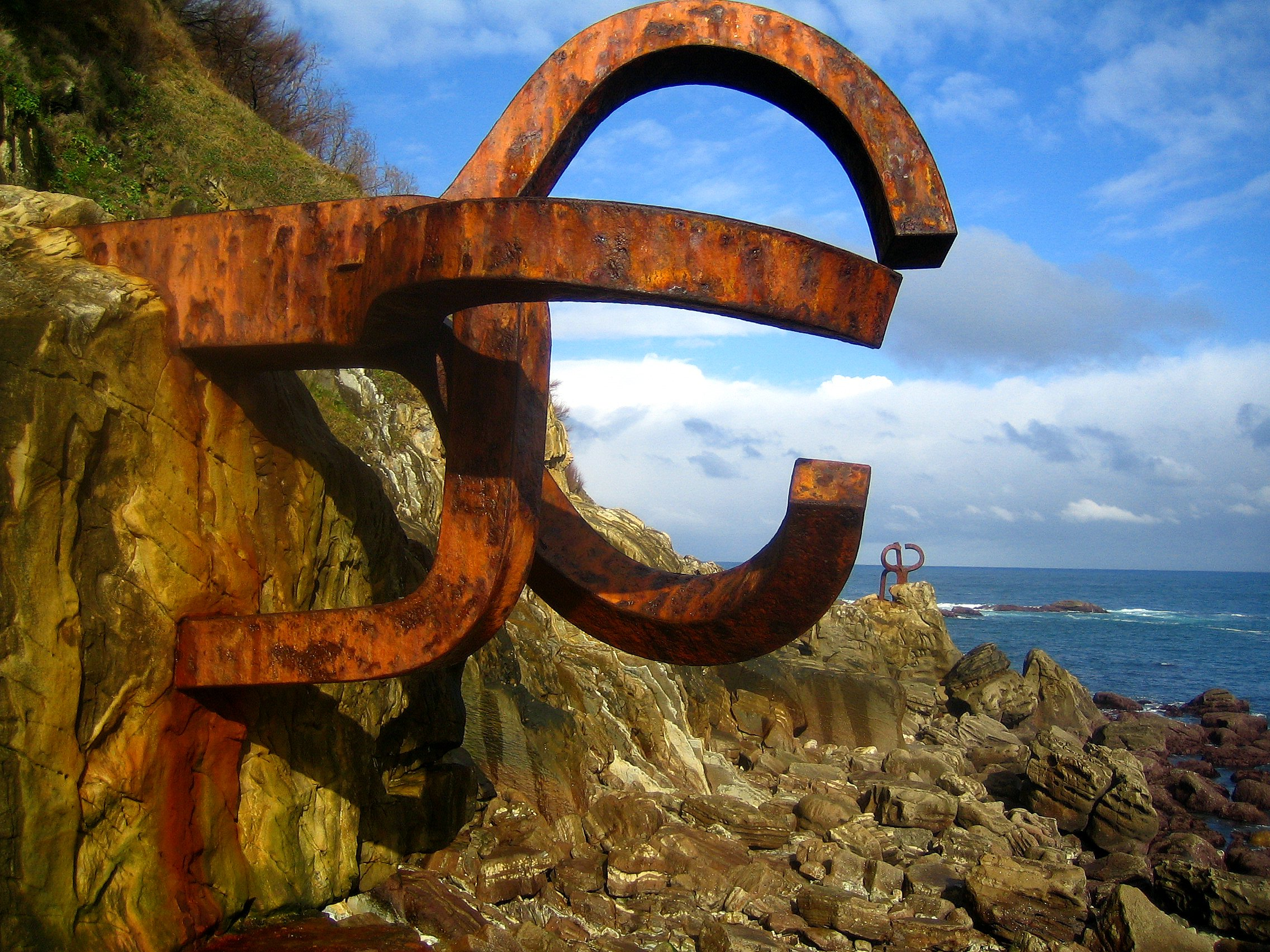
Monument v Donostii